# Seaward Kaikoura Range
Die Seaward Kaikoura Range ist eine Gebirgskette im Nordosten der Südinsel von Neuseeland.

## Geographie
Die Seaward Kaikoura Range liegt in einer Südwest-Nordost-Ausrichtung im Kaikoura District der Region Canterbury, zwischen den Flüssen Conway River im Südwesten und Waiau Toa / Clarence River im Nordwesten und Nordosten und dem New Zealand State Highway 70 sowie dem Pazifischen Ozean im Südosten. Die Gebirgskette hat eine Längenausdehnung von rund 80 km, wobei die einzelnen Gebirgskämme und -täler zumeist quer zur Längsachse der Gebirgskette ausgerichtet sind. Die Breite variiert zwischen 12 km und bis zu 22 km direkt zur Küste hin.
Der höchste Berg der Seaward Kaikoura Range bildet der Manakau mit einer Höhe von 2608 m. Insgesamt liegen vier weitere Berggipfel über der 2000er-Marke, von Südwest nach Nordost aufgelistet, der Mount Sounders mit 2146 m, der Uwerau mit 2213 m, der Te ao Whekere mit 2590 m und der Tarahaka mit 2283 m.
An der Nordwestflanke der Seaward Kaikoura Range fließen zahlreiche Streams in den Waiau Toa / Clarence River, nicht groß genug um benannt zu werden. An der Südostseite zum Pazifischen Ozean hin fließen neben ebenso zahlreichen Streams die Flüsse, Conway River, Kowhai River, Waimangarara River, Hapuku River, Clinton River und Puhi Puhi River seewärts, einige als Nebenflüsse und einige direkt in den Pazifischen Ozean.

## Geologie
Das Basisgestein des Nordens von Canterbury inklusive des Kaikoura District, in dem sich die Seaward Kaikoura Range befinden, besteht aus hartem Sandstein und blätterigem dunklen Sedimentgestein, der Grauwacke und Tonstein, die mit Streifen von vulkanischem Gestein durchzogen sind. Dieses Basisgestein stammen aus dem Trias und der frühen Kreidezeit und ist somit zwischen rund 100 und 250 Millionen Jahre alt. Das Gestein ist überdeckt mit jüngerem Sedimentgestein, inklusive Streifen von Kohleschichten, Quarzsanden, Kalkstein, maritimen Mudstone, der ins deutsche übersetzt als Tonstein bezeichnet würde, und kieshaltigen Gemischen. Das Alter des Deckgesteins liegt zwischen 1 und 85 Millionen Jahren.
Die Seaward Kaikoura Range sind durchzogen von geologischen Verwerfungen. Die Auffaltungen des Gesteins und der damit verbundenen Gebirgsbildung hat Teile des Deckgesteins durch Erosion entfernt und das Basisgestein in den schroffen aufragenden Felsen freigelegt. Das Deckgestein ist noch an den Flanken des Gebirgszuges zu erkennen.
Einige Verwerfungen im Bereich der Seaward Kaikoura Range sind bekannt, andere werden vermutet. Die bekannteste Verwerfung hier ist die Hope Fault, die an der Südostseite, am Fuße der Gebirgskette entlang sich nach Nordosten hin über die Küste hinaus ins Seegebiet fortsetzt und maßgeblich am Kaikoura-Erdbeben vom 16. November 2016 beteiligt war.
Eine andere Verwerfung ist die Kaikoura Fault, die parallel zur Hope Fault vor dem Küstenstreifen nach Nordosten verläuft, wo die Seaward Kaikoura Range direkt bis an die Küste reicht. Auch die Kowhai Fault und die Fyffe Fault sind bekannt, die sich nördlich von Kaikoura durchs Gebirge ziehen. Die Kekerengu Fault und die Heaver's Creek Fault sind zwei weitere Verwerfungen die geologisch gesichert sind. Einige weitere werden vermutet.

## Schutzgebiete
Der allergrößte Teil der Seaward Kaikoura Range wurde 1993 vom Forest Heritage Fund gekauft und 2008 als Ka Whata Tu o Rakihouia Conservation Park unter Schutz gestellt. Der Park wird seitdem vom Department of Conservation verwaltet. Der Park hat eine Größe von 881 km2.